# タワーリング・インフェルノ
『タワーリング・インフェルノ』（原題: The Towering Inferno）は、1974年のアメリカ合衆国のパニック映画。監督はジョン・ギラーミン、主演はポール・ニューマン、スティーブ・マックイーン。ワーナー・ブラザース映画と20世紀フォックス映画の共同製作・配給。日本では1975年に公開された。
超高層ビル火災を描いた映画。本作品は1970年代中盤期のいわゆる「パニック映画ブーム」の中でも最高傑作と評されている。1974年度のアカデミー賞で撮影賞、編集賞、歌曲賞を受賞。

## 作品解説
地上550メートル・138階、サンフランシスコにそびえ立つ世界最大の超高層ビルが、その落成式の日に地下の発電機の故障から火災を発し、やがて数百人の生命を飲み込む炎の地獄と化して燃え上がる。その大惨事を中心に、直面した人々のドラマを描く映画である。
製作は、1972年のパニック映画『ポセイドン・アドベンチャー』をヒットさせたアーウィン・アレン、監督はジョン・ギラーミン、音楽はジョン・ウィリアムズである。出演は、スティーブ・マックイーン、ポール・ニューマンを中心に、ウィリアム・ホールデン、フレッド・アステア、フェイ・ダナウェイ、ジェニファー・ジョーンズ、ロバート・ワグナー、リチャード・チェンバレン、ロバート・ヴォーン、O・J・シンプソンなど豪華な顔ぶれで、世界的に大ヒットしたことから、経営難であった20世紀フォックスを立て直した存在となった。
題名の「タワーリング・インフェルノ」とは、日本語では「そびえ立つ地獄」という意味である。原作はリチャード・マーティン・スターンの小説『そびえたつ地獄（原題：The Tower）』とトーマス・N・スコーティアとフランク・M・ロビンソンの共著による小説『タワーリング・インフェルノ（原題：The Glass Inferno）』の2作品であり、それらをスターリング・シリファントが1本のシナリオにまとめた。

## 日本での公開
21世紀の現在においては、メジャー映画会社同士の合作は珍しくもないが、その先鞭を付けた作品といえる。マックイーンとニューマンの2人を含めて数多くの有名俳優が出演した本作は、『ポセイドン・アドベンチャー』『大地震』に続くパニック映画の極めつけの作品として、公開以前から話題となっていた。
1975年6月28日から、東京では丸の内ピカデリー・パンテオンなど6館、その他全国72館でロードショー公開されて、その後全国117館に拡大されて、当時は初めてと言われた全国拡大興行を展開した。このうち8大都市23館でのオープニング成績は2日間で計入場者数20万3,225名、都内6館の初日・2日目の成績は興行収入が前年大ヒットの『エクソシスト』の153パーセントと言われて、全国の配給収入が公開7週間で24億円、最終的には37億2,500万円を記録して、『ゴッドファーザー』『エクソシスト』を破り洋画ヒット作の最高を記録した。

## ストーリー
アメリカ・サンフランシスコの新名所、138階建のグラスタワーが落成式を迎えた。ビルの設計者はダグ・ロバーツ（ポール・ニューマン）。社長はジェームズ（ジム）・ダンカン（ウィリアム・ホールデン）である。ロバーツはこの仕事を最後に、婚約者のスーザン（フェイ・ダナウェイ）と砂漠で生活をするために退職を志願しているが、社長はそれを引き留め続けている。
最上階の会場に300名の来賓を招いた落成式が始まる頃、ビル地下室の発電機が故障したため、主任技師らは予備の発電機を始動させた。実はこの時、予備の発電機を動かしたことで小さな火花が走り配線に移ると同時に、81階にある物置室の配電盤のヒューズが火を発し、燃えながら床に落ちた絶縁体の破片が、マットをくすぶらせ始めた。
スーザンと将来に向けて話し合っていたロバーツのもとに、電気系統の異常の連絡が入る。報告を受けたロバーツは、ウィル・ギディング（ノーマン・バートン）とともに、電気系統を点検する。配線工事が自分の設計通りに行われておらずひどい手抜きであり、配線の規格も設計したものより細いことに気付き憤然となった。ダンカンの娘パティ（スーザン・ブレイクリー）の夫で、ビル建設の責任者のロジャー・シモンズ（リチャード・チェンバレン）が、予算を減らすために行った電気系統工事の手抜きと配線の規格落ちが原因となり、81階の物置室でボヤ火災が発生していたのである。ロバーツはロジャーに工事の手抜きを責めたが、ロジャーは建築法の規定範囲内で問題ないと突っぱねた。ロジャーは、経費の切り詰めを義父のオーナーから迫られて、高層ビルでは大きな規格の配線でないと熱が生じることに配慮せず、電気配線で手抜きをしたのであった。
その後、50階にある中央保安室の保安係主任ハリー・ジャーニガン（O・J・シンプソン）は、災害探知装置を監視していたが、警報装置が作動していないのに、異常な反応があったのに気が付く。そして、ビル内のどこかで火災が発生しているのではと考え81階へ向かう。
落成式には、ゲイリー・パーカー上院議員（ロバート・ヴォーン）、ロバート・ラムジー市長（ジャック・コリンズ）、市長夫人（シーラ・マシューズ）などをはじめとする各界の要人や、ビルの80階より上の住居部分の住人である、株専門の詐欺師だったハーリー・クレイボーン（フレッド・アステア）や、富豪の未亡人のリゾレット・ミュラー（ジェニファー・ジョーンズ）も招かれ、最上階のプロムナードホールへ集まっていた。ハーリーとリゾレットは、お互いに惹かれていく。
81階の物置室は火の海となり、煙が充満して室外に煙が流れ出していた。その煙をみた警備員が扉を不用意に開けたため、火が一気に広がり、扉を開けた警備員を助けようとしたウィル・ギディングズは、火に包まれ重傷を負った。81階へ到着したジャーニガンと、ロバーツは、火災の状況をみてダンカンに電話し、ただちに式典を中止してビルからの退去を要請したが、ダンカンは、既に出動していた消防隊により鎮火出来ると頑強に信じて応じようとはしなかった。
やがて消防隊が到着した。チーフのマイケル・オハラハン（スティーブ・マックイーン）は、現場の状況を見て火事の酷さを悟り、ただちに79階に司令センターを設置するとともに、消火ホースだけでは81階の火災は抑えられないとして、138階のプロムナードホールへ行き、ダンカンに300人の客の緊急避難を命じた。最初は社運を賭けたパーティへの影響を考え同意しなかったダンカンであったが、しぶしぶ承知。「ボヤが発生したため念のためパーティー会場を1階に移す」と招待客に説明した。当初は室内のエレベーターで下に降りるように案内。
だがオハラハンは、81階の火事の状況から、ビル内部のエレベーターがその階を通過する時にショートで停止して扉が開くのではと考え、ダンカンに内部エレベーターの使用停止を進言。ダンカン社長が展望エレベーターを使うよう招待客に説明している最中に、室内エレベーターが到着してしまい人々が殺到し降下していった。オハラハンが恐れていたとおり、エレベーターは81階で自動的に扉が開き、火が中に入っていってしまった。再び最上階に上がっていったエレベーターの扉が開くと、火に包まれた男が出てきて倒れた。招待客らがパニックに陥る中、ハーリーは、身動きしなくなった男に着ていたタキシードをかけた。
リゾレットは、絵画の教え子の母親であり友人のオルブライト夫人が聴覚障害であり、彼女とその息子のフィリップ、娘のアンジェラが階下に取り残されていることを危惧しドアをたたいて子どもたちを呼び続ける。ロバーツやジャーニガンの助けもあって、幸い夫人らは間一髪炎から逃れる事が出来た。オルブライト夫人を1階に避難させるジャーニガンに続こうとしたロバーツたちだが、すでに階下は火の海と判断したロバーツは、リゾレット、フィリップ、アンジェラの三人を連れ最上階のプロムナードルームを目指す。
また、広報部長のダン・ビグロー（ロバート・ワグナー）はパーティ会場へは行かず、自分のオフィスで秘書のローリー（スーザン・フラネリー）と密会をしていたが、電話回線を切らせていたことが原因で、彼等の部屋は火に囲まれていた。
プロムナードルームでは、ダンカン社長、スーザン、パティや、パーカー上院議員など招待客がひたすら救出を待つが、火の勢いがおさまることはなく徐々に彼らのもとへと迫っていく。

## キャスト
- マイケル・オハラハン - スティーブ・マックイーン
本作の主人公の一人で、消防隊のチーフを務める。グラスタワーの異常な階の高さと不十分な安全面をダグに苦言を呈しつつも、いくつかの場面で危険な任務に携わる。
- ダグ・ロバーツ - ポール・ニューマン
オハラハンと並ぶ本作の主人公。グラスタワーの設計者。会社から独立して婚約者のスーザンと砂漠で生活するために退職を決めていた。電気工事の不正によりビルの出火したことが判明した時、ダンカンに落成パーティの中止と招待客の避難を助言するも、悉く無視される。その後、オハラハンと共に、避難誘導・消火の手助けをする。
- ジェームズ・ダンカン - ウィリアム・ホールデン
グラスタワーのオーナー。利益優先と最新鋭のビルへの過信、自身のプライドを守ろうとしたことが、結果として被害を拡大させた。
終盤では己の犯した間違いの責任を果たすため、ビル火災の元凶となったロジャーと共に、招待客全員が救助されるまで残ると宣言する。
- スーザン・フランクリン - フェイ・ダナウェイ
ダグの婚約者で、出版社に勤務している。編集長の後任に自身が選抜され、自分の企画を発表することを目標としているが、ダグと一緒に街づくりを手伝いながら家庭環境を築く約束と板挟みになる。パーティーに参加しプロムナードルームにいたが、そこへたどり着いたダグと合流する。
- ハーリー・クレイボーン - フレッド・アステア
アナハイム電力の偽造株券を所持し、未亡人のリゾレットに購入を持ちかけた詐欺師。
性根が優しいため詐欺師としては三流であり、リゾレットに対しても好意を抱いたことから罪悪感に耐え切れず、プロムナードホールで再会した彼女に自らの正体を打ち明け謝罪する。展望エレベーターで避難することになったリゾレットと再会を約束する。
- パティ・シモンズ - スーザン・ブレイクリー
ダンカンの娘でロジャー・シモンズの妻。ロジャーが自分の行為が引き起こした予想外の大惨事に精神的に追い詰められていることを慮り、厳しい言葉をかけながらも彼に寄り添おうとするが、受け入れられることはなかった。
- ロジャー・シモンズ - リチャード・チェンバレン
パティの夫でダンカンの娘婿。今回の工事で、2年前にダンカンの予算削減の求めに乗じて私腹を肥やそうと低品質な配線に差し替えるという不正な電線工事を行い、火災の原因を作った。会場に火が回る際、救命籠での避難が間に合わないことを知り、事前のくじ引きで決まった順番を無視して避難しようとする。
- リゾレット・ミュラー - ジェニファー・ジョーンズ
友人であるオルブライト夫人の子供の面倒を見ている。火災が起きた時に、ダグたちが救出した子供たちと共に危険な避難を試みる。
- ハリー・ジャーニガン - O・J・シンプソン
警備員で保安係主任。ダグと共にオルブライト夫人らを救出し、リゾレットの飼い猫を保護する。
- ゲイリー・パーカー上院議員 - ロバート・ヴォーン
来賓の一人。我先に救命籠に乗ろうとするロジャーの暴挙を止めようとする。
- ダン・ビグロー - ロバート・ワグナー
広報部長で、元短距離の選手。落成式パーティの間、65階の一室で秘書のローリーと密会をしていたため、部屋に取り残される。
- ローリー - スーザン・フラネリー（英語版）
ダンの秘書で愛人。65階の一室で広報部長との密会をしていたため、部屋に取り残される。
- ポーラ・ラムジー市長夫人 -  シーラ・マシューズ
展望用エレベーターで他の女性客と共にプロムナードルームから避難をおこなう。
- ウィル・ギディングズ - ノーマン・バートン（英語版）
ダグの同僚。火災の最初の犠牲者であり、81階の火元の倉庫のドアを開けようとした警備員の身代わりになって火が体に燃え移り救急搬送される。
- ロバート・ラムジー市長 - ジャック・コリンズ（英語版）
ダンカンの友人。ダンカンはボブと呼んでいた。最後までプロムナードルームに残る。
- カピー消防士 - ドン・ゴードン（英語版）
- スコット消防士 - フェルトン・ペリー（英語版）
- カルロス - グレゴリー・シエラ
プロムナードルームのバーテン。
- マーク・パワーズ消防士 - アーニー・F・オルサッティ
- 消防署副署長#1 - ダブニー・コールマン
最終手段として、上階の貯水タンクを爆破して消火することを提案する。
- 救助される女性 - エリザベス・ロジャース（英語版）
- フレイカー - ノーマン・グラボウスキー（英語版）
- 消防署副署長#2 - ロス・エリオット（英語版）
- ジョンソン - オラン・ソウル
- アンジェラ・オルブライト - カリーナ・ガワー
フィリップの妹。兄の奥の部屋で炎に怯えていた。ダグに救出され、兄、リゾレットと共にプロムナードルームへ避難する。
- フィリップ・オルブライト - マイク・ルッキンランド（英語版）
アンジェラの兄。ヘッドホンの大音量で避難誘導に気付かず家族と共に逃げ遅れるが、ダグやハリーたちによって救助され、プロムナードルームへ避難する。
- オルブライト夫人 - キャロル・マケヴォイ
フィリップとアンジェラの母親。夫に先立たれている。聴覚が不自由であるため電話での避難誘導に気付かず、子どもたちと共に逃げ遅れてしまう。その後はハリーによって運ばれ、子どもたちより先に避難に成功することとなった。
- 若い消防士 - スコット・ニューマン（英語版）
- ティム - ポール・コミ（英語版）
- ジャック - ジョージ・ウォレス（英語版）
- 技術者 - ウィリアム・バセット（英語版）
- キャラハン - ジョン・クロウフォード（英語版）
地下機械室の主任。
- 電気室技師ウェス - エリック・L・ネルソン
- アナウンサー - アート・バリンガー（英語版）
- 歌手 - モーリン・マクガヴァン（英語版）
本作品の主題歌を、パーティ会場で本人が歌唱して出演。
- 警備員 - ジョン・モイオ
- 秘書ジャネット - ジェニファー・ローズ
ビグロー広報部長の秘書
- 制御室警備員ビル - ウィリアム・トレイラー（英語版）

なお、出演者のうち3名が、アーウィン・アレン製作の『ポセイドン・アドベンチャー』にも出演している。括弧内は『ポセイドン・アドベンチャー』での役。
- 機械室主任役のジョン・クロウフォード（英語版）（機関長）
- 電気室技師役のエリック・L・ネルソン（ティンカム）
- 市長夫人役のシーラ・マシューズ（看護師）

## 日本語吹替
| 役名                     | 俳優                      | 日本語吹替                                                                            | 日本語吹替   | 日本語吹替 | 日本語吹替                                                       |
| 役名                     | 俳優                      | フジテレビ版                                                                          | 日本テレビ版 | TBS版      | BSジャパン版                                                     |
| ------------------------ | ------------------------- | ------------------------------------------------------------------------------------- | ------------ | ---------- | ---------------------------------------------------------------- |
| マイケル・オハラハン     | スティーブ・マックイーン  | 宮部昭夫                                                                              | 宮部昭夫     | 内海賢二   | 小山力也                                                         |
| ダグ・ロバーツ           | ポール・ニューマン        | 川合伸旺                                                                              | 井上孝雄     | 堀勝之祐   | てらそままさき                                                   |
| ジェームズ・ダンカン     | ウィリアム・ホールデン    | 近藤洋介                                                                              | 近藤洋介     | 小林修     | 佐々木勝彦                                                       |
| スーザン・フランクリン   | フェイ・ダナウェイ        | 平井道子                                                                              | 田島令子     | 池田昌子   | 山像かおり                                                       |
| ゲイリー・パーカー       | ロバート・ヴォーン        | 小林恭治                                                                              | 矢島正明     | 安原義人   | 森田順平                                                         |
| ダン・ビグロー           | ロバート・ワグナー        | 城達也                                                                                | 城達也       | 谷口節     | 木下浩之                                                         |
| ロジャー・シモンズ       | リチャード・チェンバレン  | 野沢那智                                                                              | 石丸博也     | 中尾隆聖   | 横堀悦夫                                                         |
| ハリー・ジャーニガン     | O・J・シンプソン          | 小川真司                                                                              | 麦人         | 千田光男   | 藤真秀                                                           |
| ハーリー・クレイボーン   | フレッド・アステア        | 中村正                                                                                | 中村正       | 中村正     | 岩崎ひろし                                                       |
| リゾレット・ミュラー     | ジェニファー・ジョーンズ  | 新村礼子                                                                              | 香椎くに子   | 香椎くに子 | 大西多摩恵                                                       |
| パティ・シモンズ         | スーザン・ブレイクリー    | 杉山佳寿子                                                                            | 勝生真沙子   | 勝生真沙子 | 井上喜久子                                                       |
| ローリー                 | スーザン・フラネリー      | 小沢左生子                                                                            | 沢田敏子     | 弘中くみ子 | 藤本喜久子                                                       |
| ポーラ・ラムジー         | シーラ・マシューズ        | 中村紀子子                                                                            | 片岡富枝     | 竹口安芸子 | 新田万紀子                                                       |
| ウィル・ギディングズ     | ノーマン・バートン        | 阪脩                                                                                  | 村松康雄     | 塚田正昭   | 魚建                                                             |
| ロバート・ラムジー       | ジャック・コリンズ        | 宮川洋一                                                                              | 大久保正信   | 加藤正之   | 楠見尚己                                                         |
| カピー                   | ドン・ゴードン            | 青野武                                                                                | 平林尚三     | 津田英三   | 板取政明                                                         |
| スコット消防士           | フェルトン・ペリー        | 笹岡繁蔵                                                                              | 玄田哲章     | 広瀬正志   | 丸山壮史                                                         |
| カルロス                 | グレゴリー・シエラ        | 蟹江栄司                                                                              | 小島敏彦     | 星野充昭   | 牛山茂                                                           |
| マーク・パワーズ消防士   | アーニー・F・オルサッティ |                                                                                       | 谷口節       | 堀内賢雄   | 長島真祐                                                         |
| 消防署副署長#1           | ダブニー・コールマン      |                                                                                       | 塚田正昭     | 石森達幸   |                                                                  |
| フレイカー               | ノーマン・グラボウスキー  | 上田敏也                                                                              | 加藤正之     | 小島敏彦   | 浦山迅                                                           |
| キャラハン               | ジョン・クロウフォード    | 緑川稔                                                                                | 長堀芳夫     | 島香裕     |                                                                  |
| ウェス                   | エリック・L・ネルソン     | 玄田哲章                                                                              | 西村知道     | 梅津秀行   |                                                                  |
| ティム                   | ポール・コミ              |                                                                                       | 広瀬正志     | 谷口節     | 星野充昭                                                         |
| ジャック                 | ジョージ・ウォレス        | 村松康雄                                                                              | 広瀬正志     |            |                                                                  |
| ジョンソン               | オラン・ソウル            | 清川元夢                                                                              | 大久保正信   | 広瀬正志   |                                                                  |
| アンジェラ・オルブライト | カリーナ・ガワー          | 三好由里子                                                                            |              |            | 福原香織                                                         |
| フィリップ・オルブライト | マイク・ルッキンランド    | 難波克弘                                                                              | 鈴木一輝     |            | 美名                                                             |
| 若い消防士               | スコット・ニューマン      |                                                                                       | 堀川亮       |            |                                                                  |
| 秘書ジャネット           | ジェニファー・ローズ      |                                                                                       | 高島雅羅     |            |                                                                  |
| 制御室警備員ビル         | ウィリアム・トレイラー    | 平林尚三                                                                              | 伊井篤史     |            |                                                                  |
| ナレーション             | N/A                       | 城達也                                                                                | 矢島正明     |            |                                                                  |
| その他                   | N/A                       | 宮下勝 石丸博也 鈴木れい子 柳沢紀男 中村秀利 山本敏之 林一子 葵京子 藤城裕士 菊地紘子 | 山田礼子     | 佐々木優子 | ふくまつ進紗 佐々木睦 水野ゆふ 桂一雅 丸山雪野 寸石和弘 竹内絢子 |

- フジテレビ版：1979年4月6日・13日『ゴールデン洋画劇場[注 2]』21:00 - 22:54（ノーカット）
- 日本テレビ版：1984年12月5日『水曜ロードショー[注 3]』21:02 - 23:24（約120分）
- TBS版：1989年1月24日『火曜ロードショー[4]』20:00 - 21:54（約94分）
- BSジャパン版：2013年2月5日『火曜ロードショー☆[5]』21:00 - 23:54（ノーカット）
  - BSジャパン版以外の吹替では「グラス・タワー」を「タワービル」と呼称されている。
  - BSジャパン版はフジテレビ版の翻訳を一部手直ししたものを採用している[6]。
- 最初のフジテレビ版の吹替では、「プロムナードルーム」を「スカイルーム」、「オハラハンチーフ」を「オハラチーフ」といった具合に、固有名詞を変えて訳していた。
- フジテレビ版は他局での放送経歴がなく、フジテレビでも1980年代前半に深夜枠（関東ローカル）での放送以後は放送されていない。
- 上記の他に、内海賢二が本作をテレビ朝日で1986年以前に担当したと証言しているが、放送履歴がないために詳細は不明である[7]。

## テレビ放送履歴
| テレビ局（系列） | 番組名                                 | 放送日時                                              | 吹替版       |
| ---------------- | -------------------------------------- | ----------------------------------------------------- | ------------ |
| フジテレビ系列   | ゴールデン洋画劇場                     | 1979年4月6日・13日 21:00 - 22:54                      | フジテレビ版 |
| フジテレビ系列   | ゴールデン洋画劇場                     | 1980年1月4日 19:30 - 22:54                            | フジテレビ版 |
| フジテレビ系列   | ゴールデン洋画劇場                     | 1982年1月16日・23日 21:02 - 22:54                     | フジテレビ版 |
| 日本テレビ系列   | 水曜ロードショー                       | 1984年12月5日 21:02 - 23:24                           | 日本テレビ版 |
| テレビ朝日系列   | 日曜洋画劇場                           | 1986年8月24日 21:02 - 23:24                           | 日本テレビ版 |
| TBS系列          | 火曜ロードショー                       | 1989年1月24日 20:00 - 21:54                           | TBS版        |
| テレビ東京系列   | 木曜洋画劇場                           | 1992年7月30日 21:00 - 22:54                           | TBS版        |
| テレビ朝日系列   | 日曜洋画劇場                           | 1994年12月4日 21:02 - 23:24                           | 日本テレビ版 |
| BSジャパン       | 火曜ロードショー☆                      | 2013年2月5日 21:00 - 23:54                            | BSジャパン版 |
| BSジャパン       | シネマクラッシュ 金曜名画座 スペシャル | 2013年6月7日 18:30 - 21:54                            | BSジャパン版 |
| テレビ東京       | 午後のロードショー                     | 2013年12月17・18日 13:25 - 15:25                      | BSジャパン版 |
| テレビ東京       | 午後のロードショー                     | 2017年2月21日 12:55 - 15:55                           | BSジャパン版 |
| BS-TBS           | 火曜デラックス                         | 2017年3月7日 21:00 - 23:54                            | BSジャパン版 |
| BS-TBS           | 2017年8月19日 14:30 - 17:24            |                                                       | BSジャパン版 |
| BS朝日           | 金曜ストーリー                         | 2017年12月8日 19:00 - 21:54                           | BSジャパン版 |
| BS朝日           | 2018年5月19日 13:00 - 15:54            |                                                       | BSジャパン版 |
| テレビ東京       | 午後のロードショー                     | 2019年12月18日 12:40 - 15:40                          | BSジャパン版 |
| NHK BSプレミアム | プレミアムシネマ                       | 2022年1月31日 13:00 - 15:492025年3月5日 13:00 - 15:46 | 字幕版       |

## スタッフ
- 監督 - ジョン・ギラーミン
- 製作・アクション監督 - アーウィン・アレン
- 原作 - リチャード・マーティン・スターン（英語版）『そびえたつ地獄（英語版）』（早川書房） / トーマス・N・スコーティア（英語版）&フランク・M・ロビンソン（英語版）『タワーリング・インフェルノ（英語版）』（早川書房）
- 脚色 - スターリング・シリファント
- 撮影 - フレッド・J・コーネカンプ
- 音楽 - ジョン・ウィリアムズ
- 主題歌 - モーリン・マクガヴァン（英語版）「We May Never Love Like This Again（愛のテーマ）」
- 提供 - ワーナー・ブラザース、20世紀フォックス

### 日本語版
- 日本語字幕：岡田壯平

|      | フジテレビ版   | 日本テレビ版      | TBS版      | BSジャパン版                      |
| ---- | -------------- | ----------------- | ---------- | --------------------------------- |
| 演出 | 小林守夫       | 佐藤敏夫          | 山田悦司   | 高橋剛                            |
| 翻訳 | 飯嶋永昭       | 木原たけし        | 木原たけし | 飯嶋永昭                          |
| 効果 | 赤塚不二夫 PAG | 遠藤尭雄 桜井俊哉 |            |                                   |
| 調整 | 前田仁信       | 堀内勉            | 小野敦志   |                                   |
| 制作 | 東北新社       | 東北新社          | 東北新社   | ブロードメディア                  |
| 配給 |                |                   |            | ワーナー・ブラザース テレビジョン |
| 解説 | 高島忠夫       | 堀貞一郎          |            |                                   |

## 製作
- この映画は、史上初めてアメリカの大手映画会社「ワーナー・ブラザース」と「20世紀フォックス」が共同で製作・配給した作品である。もとはそれぞれ異なる小説で、『そびえたつ地獄（英語版）（原題：The Tower）』をワーナーが買い取り、『タワーリング・インフェルノ（英語版）（原題：The Glass Inferno）』を20世紀フォックスが買い取って、最初はそれぞれ映画化される予定だったが、内容が似通っていて、ともにビル火災をテーマにしているため製作予算が巨額になることなどから、両社は企画をまとめて共同製作にすることになった。
- 製作費は折半されたが配給権は、米国内では20世紀フォックスが、米国外ではワーナー・ブラザースが持った。そのため、2012年現在も日本ではワーナー・ホーム・ビデオからDVDが発売されている。
- 製作のアーウィン・アレンを初め、スタッフの多くが、2年前の『ポセイドン・アドベンチャー』製作にも携わっており、その際の特撮技術を同作品に応用した。
- 火災の舞台となるグラスタワーは、全高33ft（約10m）にも及ぶ長大なミニチュアセットが作られた。内部にガス管が配管され、ここからガスに着火して火を吹き出させることによって火災を表現した。クライマックスでの鎮火シーンでも、高圧水管を用いて実際に大量の水を放水している。

### 冒頭クレジットタイトル
主としてワーナーの映画に出演していたスティーブ・マックイーンと、主として20世紀フォックスの映画に出演していたポール・ニューマンの顔合わせが実現した。なお、本作以前に、1956年の『傷だらけの栄光』でポール・ニューマンが主演、スティーブ・マックイーンが端役として一応の共演はしている。マックイーンはニューマンと同じ量のセリフを要求した。高層ビルの設計者役のニューマンは映画冒頭から登場するが、消防士役のマックイーンは40分を過ぎたあたりから登場している。
オープニング・クレジットでマックイーン、ニューマンのどちらの名が最初に表示されるか注目されたが、画面の左下にマックイーン、右上にニューマンの名が配された。欧米の書式では先に読む左側のマックイーンが一見すると上位になるが、文字が配置される「縦位置」ではニューマンの方が高くなっており、結局はどちらが優位か分かりにくい表示になっている。この奇妙な配置は共に主役を務める二大スターに優劣をつけず名前を出すための苦肉の策である。他に映画タイトル前のクレジットで登場するのはホールデン、ダナウェイのみとなっている。日本ではパンフレットのキャスト欄やテレビ欄などでは大半がマックイーンを先頭においている。
以下、冒頭で主要助演としてタイトルされる人数が多く、アステア、ブレークリー、チェンバレン、ジョーンズ、シンプソン、ヴォーン、ワグナーの順に独立に、フランネリー、マシューズ、バートン、コリンズ、ゴードン、ペリー、シエラ、オルサッティ、コールマンがまとめて表示されるなどキャストの豪華さを伺わせている。

## 主題歌
主題歌はモーリン・マクガヴァンの「We May Never Love Like This Again（愛のテーマ）」で初登場10位内を記録。劇中でもマクガヴァンはカメオ出演して、主題歌を披露している。1975年の日本公開時に中沢厚子、上月晃、尾崎紀世彦による日本語詞によるカバー曲も発売された。

## 音楽
ジョン・ウィリアムズが作曲・指揮し、ハーバート・W・スペンサーとアル・ウッドベリーがオーケストラを担当、20世紀フォックスのスコアリングステージで録音された。オリジナルのレコーディングエンジニアはテッド・キープだった。
アカデミー賞を受賞した曲「タワーリング・インフェルノ/愛のテーマ」（"en:We May Never Love Like This Again"）は、アル・カシャとジョエル・ハーシュホーンが作曲し、ラウンジシンガーとしてカメオ出演しているモーリン・マクガヴァンが歌い、サウンドトラックアルバムに収録されている。
2001年4月1日にアメリカのFilm Score Monthly レーベルから3000枚限定でサウンドトラックCDがリリースされている。

## 映像ソフト
- 2000年10月13日発売のDVD（日本語字幕版、定価2500円）には、オリジナル劇場予告編を収録。
- 2009年12月9日発売のスペシャル・エディションDVD及びBlu-ray盤には日本テレビ版吹替を収録。本編の他に数多くの映像特典が収録されている[注 4]。
- 2017年6月7日発売の「吹替の力」シリーズ『タワーリング・インフェルノ 日本語吹替音声追加収録版 ブルーレイ』には従来のブルーレイに収録されている日本テレビ版に加え、ノーカットのフジテレビ版吹替を収録。

## 原作
- リチャード・マーティン・スターン（英語版）『そびえたつ地獄（英語版）（原題：The Tower、1973年出版）』井坂 清訳、〈Hayakawa Novels〉早川書房、1975年。ISBN 4150401993

ワーナー・ブラザースが映画化しようとした小説。主役は設計士のナット。映画と共通する登場人物名は、シモンズ、上院議員、ラムゼイ市長、ギディング。隣のビルとの間にロープを渡し椅子で順次救助するシーンは本作が元となっている。日本発売時の表紙は映画のワンシーンの写真を使用。
- トーマス・N・スコーティア（英語版）、フランク・M・ロビンソン（英語版）『タワーリング・インフェルノ（英語版）（原題：The Glass Inferno、1974年出版）』平尾圭吾訳〈Hayakawa Novels〉早川書房、1975年。ISBN 4150402043

20世紀フォックスが映画化しようとした小説。炎を獣に例えて話を展開させた。消火方法が映画でも採用されている。主役は設計士のクレイグ・バートン。映画と共通する人物名は、リゾレット、ジャーニガン。日本発売時の表紙は映画のポスターにも使用された絵を使用。
日本では両者とも、炎の出ているビルと、映画とほぼ同じTHE TOWERING INFERNOのロゴをあしらった表紙の四六版で出版された。裏表紙は映画のパンフレットなどでも使用されているグラスタワーが火に包まれているイラストが、二作共に描かれている（上記のISBNは文庫版のものである）。

## その他
- グラスタワーのモデルとなったのは、サンフランシスコに実在するバンク・オブ・アメリカ・センター（英語版）といわれている。この建物は火災を起こしたことはない。
- 全米公開の年と同じ、1974年の2月1日に、ブラジルのサンパウロにあるジョエルマビルの火災が本作と同じように、空調室外機の電気系統のショートに伴い発生し、多くの犠牲者を出した。
- 全米公開後の1975年2月13日、ワールドトレードセンターで火災が発生。11階のオフィスから出火して隣の電話交換室へと延焼し、さらにケーブルダクトの電線を伝って9階から11階まで燃え移るという、映画の内容に酷似した被害を発生させている。その26年後の2001年9月11日のアメリカ同時多発テロで再度映画の内容に酷似した大規模火災によりワールドトレードセンターは完全崩壊した。
- 1975年公開の松竹映画『おれの行く道』（田中絹代、西城秀樹主演）の劇中で『タワーリング・インフェルノ』を公開中の劇場、川崎グランド（2012年現在：川崎チネチッタ）の映像が写るシーンがある。
- ウィル・ギディングズが最初の犠牲者として火ダルマになる場面において、カーテンを引きちぎってギディングスに纏わる炎を消すシーンがあるが、撮影中に想定通りに火が消えず、消火器にて撮影スタッフが消火するハプニングがあった。
- グラスタワーの外観の一部はサンフランシスコにある実在のビルで撮影が行われた。1階外観や広場部分はトリプルファイブ（旧バンクオブアメリカセンター）、1階内部のロビーや展望エレベーターはハイアットホテルが使用された。
- 続編『タワーリング・インフェルノ2』の製作企画が有ったが　スティーブ・マックイーンの死去により企画は中止された。

## 評価
Rotten Tomatoesによれば、批評家の一致した見解は「タワーリングな（猛烈に長い）上映時間を完全に正当化できるほど一貫して魅力的なわけではないが、『タワーリング・インフェルノ』は災害を題材としてうまく使った壮大なスペクタクル映画である。」であり、33件の評論のうち高評価は70%にあたる23件で、平均点は10点満点中6.6点となっている。
Metacriticによれば、11件の評論のうち、高評価は9件、賛否混在は2件、低評価はなく、平均点は100点満点中69点となっている。

## 主な受賞とノミネート
| 賞                         | 部門       | 対象                                                           | 結果       |
| -------------------------- | ---------- | -------------------------------------------------------------- | ---------- |
| 第47回アカデミー賞         | 撮影賞     | フレッド・コーネカンプ ジョセフ・バイロック                    | 受賞       |
| 第47回アカデミー賞         | 編集賞     | カール・クレス ハロルド・F・クレス                             | 受賞       |
| 第47回アカデミー賞         | 歌曲賞     | 「愛のテーマ」 アル・カシャ ジョエル・ハーシュホーン           | 受賞       |
| 第47回アカデミー賞         | 作品賞     | アーウィン・アレン                                             | ノミネート |
| 第47回アカデミー賞         | 助演男優賞 | フレッド・アステア                                             | ノミネート |
| 第47回アカデミー賞         | 美術賞     | ウィリアム・クレバー ウォード・プレストン ラファエル・ブレトン | ノミネート |
| 第47回アカデミー賞         | 作曲賞     | ジョン・ウィリアムズ                                           | ノミネート |
| 第47回アカデミー賞         | 録音賞     | セオドア・ソダーバーグ ハーマン・ルイス                        | ノミネート |
| 第29回英国アカデミー賞     | 作曲賞     | ジョン・ウィリアムズ                                           | 受賞       |
| 第29回英国アカデミー賞     | 助演男優賞 | フレッド・アステア                                             | 受賞       |
| 第32回ゴールデングローブ賞 | 助演男優賞 | フレッド・アステア                                             | 受賞       |
| 第32回ゴールデングローブ賞 | 新人女優賞 | スーザン・フラネリー                                           | 受賞       |
| 第32回ゴールデングローブ賞 | 助演女優賞 | ジェニファー・ジョーンズ                                       | ノミネート |
| 第32回ゴールデングローブ賞 | 脚本賞     | スターリング・シリファント                                     | ノミネート |
| 第32回ゴールデングローブ賞 | 主題歌賞   | 「愛のテーマ」 アル・カシャ ジョエル・ハーシュホーン           | ノミネート |

## 本作をモデルとした作品
- 藤子・F・不二雄著『キテレツ大百科』の「ボール紙の町」で主人公のキテレツたちが小人になってボール紙で作った箱庭の町で遊び、同じく超高層ビルの展望台で楽しんでいたところ通行人のタバコのポイ捨てによって下が大火事となり、キテレツが「わぁっ、タワーリングインフェルノ！」と叫ぶ場面がある。
- 藤子・F・不二雄著『のび太の宇宙開拓史』の敵役は、本作監督の名前と同じギラーミンとなっている。
- 藤子不二雄A著『オヤジ坊太郎』の「燃える！超高層!!」で、主人公の坊太郎の同級生で金持ちのキザオが都内一の高層ホテルであるゼブラホテルに宿泊している事を自慢していたが、映画『タワーリング・インフェルノ』を鑑賞後、坊太郎や同級生のドラゴン、出羽たちが「すごかったね」と興奮しているのをよそに自分が宿泊しているホテルが火事にならないか不安に思っている様子が描かれている。
- コンタロウ著『1・2のアッホ!!』の「タワーリングインフェルノ！の巻」で日本教育界の注目の的である地上100階の超高層学習塾[注 5]が開講して教え子である定岡たちの陣中訪問に来た主人公のカントクがメシにするために火を起こそうとしたことから大火災となる挿話が描かれている。後にこの学習塾の塾長はインフェルノ氏の名称で「夢の世界 二周パックの巻」でインチキツアーのコーディネーターとして登場する。
- お父さんは心配症 コミックス4巻第29話「高くそびえたつ地獄に変態たちは何を見た？」 - キャラクター総出演のオマージュパロディ回。光太郎がマックイーン、北野がニューマンに相当する。